# Nexus 6P
Nexus 6P (tên mã Angler) là chiếc điện thoại thông minh Android được sản xuất bởi Huawei. Nó được đồng phát triển và tiếp thị bởi Google Inc. như là một phần của dòng thiết bị hàng đầu Nexus. Được chính thức giới thiệu vào ngày 29 tháng 9 năm 2015 cùng với Nexus 5X tại sự kiện Google Nexus 2015 tổ chức tại San Francisco,, nó có sẵn để đặt hàng trước trong cùng ngày cho thị trường Hoa Kỳ, Vương quốc Anh, Ireland và Nhật Bản
Là thiết bị kế nhiệm Nexus 6, nó gồm nhiều thay đổi lớn, bao gồm vỏ nhôm nguyên khối mỏng và nhẹ hơn Nexus 6, một đầu đọc dấu vân tay ở mặt sau gọi là Nexus Imprint, hệ thống trên một vi mạch (SoC) Snapdragon 810 v2.1 tám nhân nhanh hơn,  màn hình AMOLED, camera tốt hơn, cải thiện kết nối LTE, một dock kết nối USB Type-C có thể đảo ngược, và loại bỏ sạc không dây.
Nexus 6P cùng với Nexus 5X là thiết bị ra mắt cùng lúc với Android 6.0 "Marshmallow", với giao diện được làm mới, cải thiện hiệu suất và thời lượng pin, tích hơp Google Now on Tap, và cơ chế mới cấp quyền cho ứng dụng, xác minh bằng vân tay, cùng các tính năng mới khác.